# زمین‌تاب

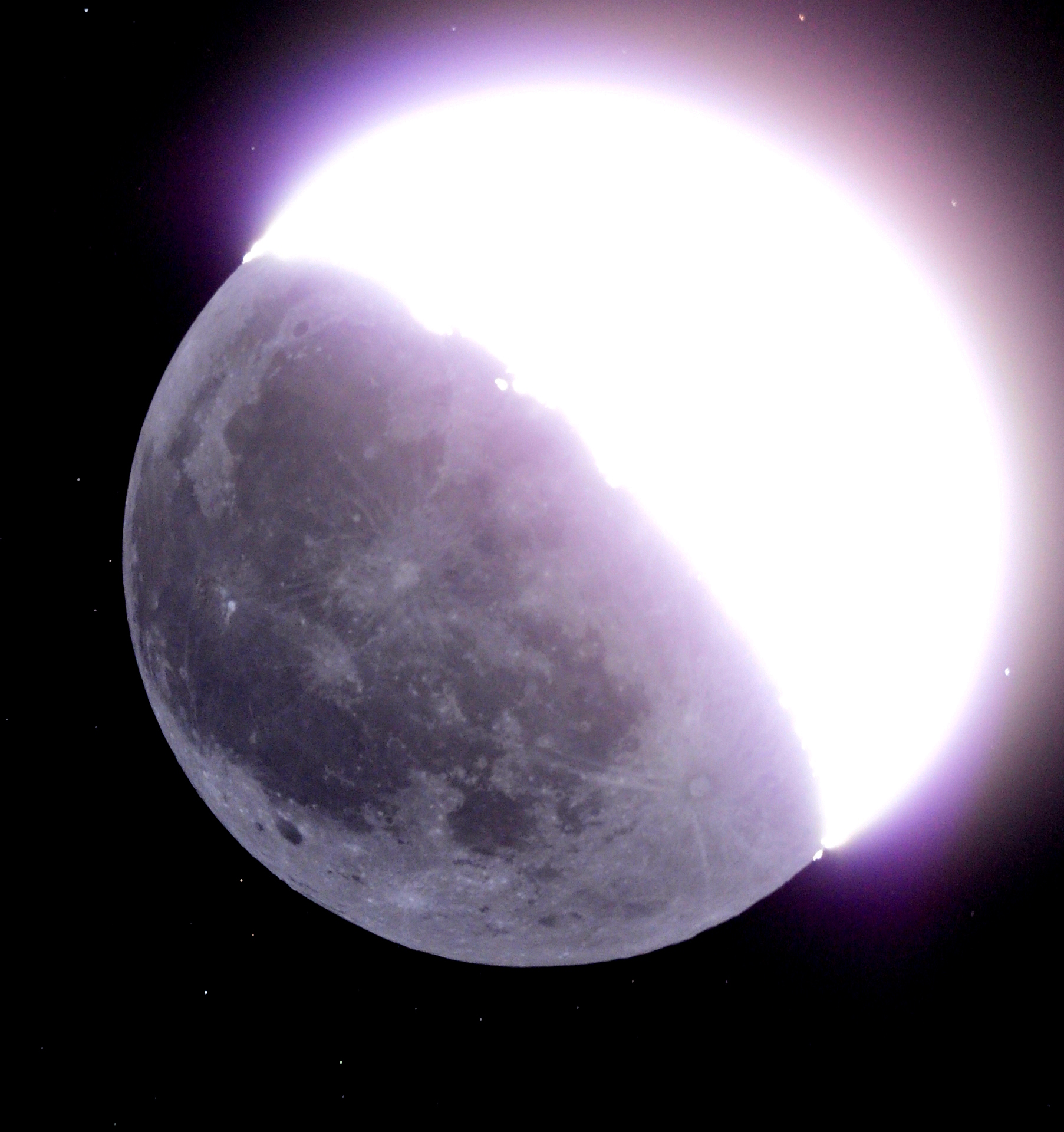
وقتی که ماه در هلال ماه است، روی تیره‌تر ماه با نور سفید غیرمستقیم بازتابیده از زمین، روشن می‌شود در حالیکه که روی دیگر با نور سفید مستقیم روشن می‌شود.

زمین‌تاب روشنایی اندک و تار روی دیگر ماه است که از نور سفید بازتابیده از سطح زمین و ابرها به وجود آمده‌است.
این پدیده بیشتر در شب زمین (نیم‌تابی اخترشناسی) چند روز پیش یا پس از ماه نو (وقتی که گام‌های ماه، یک کمان باریک است) دیده می‌شود. در این شبها، قرص ماه روشن از فروغ آفتاب است و دیده می‌شود.
زمین‌تاب در ماه فزاینده در آسمان باختری پس از گرگ‌ومیش به روشنی دیده می‌شود، درحالیکه در ماه کاهنده در آسمان خاوری پیش از سحرگاه دیده می‌شود.